# Stojmerić
 Stojmerić  falu Horvátországban, Károlyváros megyében. Közigazgatásilag Szluinhoz tartozik.

## Fekvése
Károlyvárostól 33 km-re délre, községközpontjától 10 km-re északra, a Kordun területén fekszik.

## Története
A falunak 1890-ben 110, 1910-ben 232 lakosa volt. Trianonig Modrus-Fiume vármegye Szluini járásához tartozott. 2011-ben  3 lakosa volt.

## Lakosság
| Lakosság változása | Lakosság változása | Lakosság változása | Lakosság változása | Lakosság változása | Lakosság változása | Lakosság változása | Lakosság változása | Lakosság változása | Lakosság változása | Lakosság változása | Lakosság változása | Lakosság változása | Lakosság változása | Lakosság változása | Lakosság változása |
| ------------------ | ------------------ | ------------------ | ------------------ | ------------------ | ------------------ | ------------------ | ------------------ | ------------------ | ------------------ | ------------------ | ------------------ | ------------------ | ------------------ | ------------------ | ------------------ |
| 1857               | 1869               | 1880               | 1890               | 1900               | 1910               | 1921               | 1931               | 1948               | 1953               | 1961               | 1971               | 1981               | 1991               | 2001               | 2011               |
| 0                  | 0                  | 0                  | 110                | 213                | 232                | 396                | 474                | 208                | 223                | 199                | 178                | 0                  | 0                  | 12                 | 3                  |